# Cyrtodactylus hidupselamanya
Cyrtodactylus hidupselamanya é uma espécie de réptil da família Gekkonidae. A espécie é endêmica da Malásia Peninsular.